# Oedaleosia concolor
Oedaleosia concolor là một loài bướm đêm thuộc phân họ Arctiinae, họ Erebidae.